# Університет Турку
Університе́т Ту́рку (фін. Turun yliopisto швед. Åbo universitet) — другий за розміром університет Фінляндії після Гельсінського університету. Знаходиться на південному заході Фінляндії, в місті Турку. Заснований у 1920 році. Входить до об'єднання Коїмбрська група.

## Історія
Королівська академія Обу заснована в 1640 році стала першим університетом у Фінляндії. У 1827 році після великої пожежі, що знищила Турку, університет був переведений у нову столицю — Гельсінкі. У 1822 році в Академії починали навчання відомі фінські діячі — Юган-Вільгельм Снелльман, Еліас Леннрут, Юган Людвіг Рунеберг.
У 1918 році в Турку було відтворено приватний шведськомовний університет — Академія Обу. 1920 року за бажанням широких верств населення було відкрито фінськомовний Університет Турку. Благодійні внески на його створення перерахували 22 040 осіб.
У 1950-х роках було збудовано новий міський університетський кампус на «Руському холмі» (фін. Ryssänmäki).
З 1995 року університет увійшов до об'єднання Коімбрська група.

## Відомі випускники
- Тімо Аіраксінен
- Мауно Койвісто — президент Фінляндії
- Саулі Нійністе